# 京王不動産
京王不動産株式会社（けいおうふどうさん、英: KEIO REALTY & DEVELOPMENT CO.,LTD.）は、東京都渋谷区に本社を置く京王グループの不動産会社。
京王線沿線の不動産の仲介や新築戸建の分譲が事業の中心となっているが、オフィス・マンションの管理、駐車場の管理、レンタルボックス、コインパーク、バイクパークなどの事業も展開している。

## おもな開発地
- 京王富士スバル高原別荘地
- 京王高幡ショッピングセンター
- 京王八王子高速バスターミナル
- みなみ野シティ『京王四季の街』シリーズ

「京王四季の街」多摩境
- 季望の丘平山城址公園
- 京王平山住宅地, 1973年-
- 桜ヶ丘住宅地, 1960年造成工事着手
- めじろ台住宅地, 1965年造成工事着手, めじろ台駅前
- 京王新潟南住宅地, 1973年に開発開始、販売1976年から, 最寄駅は信越本線越後石山駅。新潟市中央区「京王」と、正式な町名ともなっている（姥ケ山#分立した町字）。
- 京王三景台団地開発, 1976年に開発開始、1981年から分譲開始。 旧「レジャーランド三景台」跡地, 長崎市

## 沿革
- 1970年：京王ハウジング株式会社として創立
- 1971年：京王不動産株式会社に社名変更
- 1975年：株式会社京王技術センター分離設立
- 1991年：株式会社京王エステートと合併

### 営業所
- 市ヶ谷営業所
- 笹塚営業所
- 吉祥寺営業所
- 永福町営業所
- 千歳烏山営業所
- 調布営業所
- 府中営業所
- 桜ヶ丘営業所
- 高幡営業所
- めじろ台営業所
- 多摩センター営業所
- 橋本営業所
- 開発営業センター
- 八王子みなみ野シティ「京王四季の街」
- 「京王四季の街」多摩境

#### 管理事務所
笹塚・平山・高尾・八幡山・堀ノ内

#### かつて存在した営業所
- 八王子営業所（2010年8月31日付で閉鎖）
- 新宿営業センター